# Liste der Monuments historiques in Viâpres-le-Petit
Die Liste der Monuments historiques in Viâpres-le-Petit führt die Monuments historiques in der französischen Gemeinde Viâpres-le-Petit auf.

## Liste der Objekte
| Bezeichnung                           | Beschreibung                                                                  | Standort                                     | Kennzeichnung | Schutzstatus | Datum | Bild |
| ------------------------------------- | ----------------------------------------------------------------------------- | -------------------------------------------- | ------------- | ------------ | ----- | ---- |
| Patene                                | Silber, vergoldet, zwischen 1819 und 1838, von Jean-Baptiste Méricant         | in der Kirche St-Grégoire-et-St-Denis (Lage) | PM10004753    | Inscrit      | 1996  |      |
| Kruzifix                              | Holz, farbig gefasst, 16. Jahrhundert                                         | in der Kirche St-Grégoire-et-St-Denis (Lage) | PM10004735    | Inscrit      | 2001  |      |
| Kelch (1)                             | Silber, vergoldet, 1864 von Charles-Eugène Trioullier                         | in der Kirche St-Grégoire-et-St-Denis (Lage) | PM10004736    | Inscrit      | 1996  |      |
| Ziborium                              | Silber, vergoldet, Messing, 1809 von Jean-Baptiste-Simon Lefranc              | in der Kirche St-Grégoire-et-St-Denis (Lage) | PM10004738    | Inscrit      | 1996  |      |
| Skulptur Heiliger Cerinus             | Kalkstein, übertüncht, Ende des 15. Jahrhunderts                              | in der Kirche St-Grégoire-et-St-Denis (Lage) | PM10002826    | Classé       | 1903  |      |
| Kelch (2)                             | Silber, 1852 von Pierre-Henry Favier                                          | in der Kirche St-Grégoire-et-St-Denis (Lage) | PM10004737    | Inscrit      | 1996  |      |
| Kirchenfenster                        | aus dem 16. Jahrhundert; drei Fragmente, neu gefasst; in der Mairie deponiert | in der Kirche St-Grégoire-et-St-Denis (Lage) | PM10002827    | Classé       | 1913  |      |
| Skulptur Heiliger Dionysius           | Kalkstein, farbig gefasst, 16. Jahrhundert                                    | in der Kirche St-Grégoire-et-St-Denis (Lage) | PM10002828    | Classé       | 1966  |      |
| Skulpturengruppe Unterweisung Mariens | Kalkstein, farbig gefasst, 16. Jahrhundert                                    | in der Kirche St-Grégoire-et-St-Denis (Lage) | PM10002829    | Classé       | 1966  |      |